# Svetozar Vukmanović
Svetozar Vukmanović, známý pod přezdívkou Tempo (v srbské cyrilici Светозар Вукмановић – Темпо; 3. srpna 1912 Podgor u Cetinje, Černá Hora – 6. prosince 2000, Reževići u Petrovace, Černá Hora) byl jugoslávský partyzán a později politik v socialistické Jugoslávii.

## Biografie

### Mládí a studia
Vukmanović byl původem z vlivné sedlácké rodiny na černohorském venkově. Jeho rodiče – otec Nikola a matka Marija měli čtyři děti. Kromě Svetozara i syny Đuru a Luku a dceru Milici. Svetozarův otec po nějakou dobu pracoval v dolech ve Spojených státech amerických a po návratu do Černé Hory žil jako prostý sedlák. Po sjednocení Srbska s Černou Horou 1. prosince 1918 však stanul náhle v očích nové vlády v nemilosti, neboť sympatizoval s tzv. zelenaši. Dva roky strávil ve vězení.
Svetozar vychodil základní školu ve své rodné vesnici a poté studoval gymnázium v Cetinji. Na střední škole byl členem literárního spolku a již v osmé třídě jej vedl. Po maturitě v roce 1931 spolu s bratrem svého strýce Brankem odešel do Bělehradu studovat Právnickou fakultu Bělehradské univerzity.
Od svého nejstaršího syna Đury se během svých studií Svetozar dozvěděl o komunismu. Đura studoval filozofii v Paříži a tam se také stal členem Komunistické strany Francie. Protože komunisté byli v některých evropských zemích v nemilosti, byl Đura během svého pobytu v Itálii za sympatie k ilegálnímu hnutí uvězněn. Jeho zdraví se pobytem ve vězení zhoršilo; po návratu do rodné Černé Hory zemřel. Pod vlivem jeho životního příběhu se Svetozar spolu se svým kolegou z Bělehradu Brankem rozhodl aktivně se zapojit do komunistického hnutí. Nestal se však zprvu členem jugoslávské komunistické strany, neboť tu považoval za příliš slabou a neakceschopnou. Účastnil se několika protivládních protestů, na základě čehož byl vyhozen ze studentských kolejí.

### Činnost v komunistické straně
Do komunistické strany vstoupil Vukmanović v roce 1933, a to spolu s několika dalšími kolegy, se kterými se znal z cetinjského gymnázia. Mimo jiné byl i předsedou jedné studentské organizace a organizoval protestní akce na Bělehradské univerzitě mezi lety 1933 až 1935. Několikrát byl proto sám zatčen. Poprvé tomu tak bylo v roce 1934, kdy strávil 8 dní v bělehradské věznici Glavnjača. V roce 1935 byl internován v táboře ve Višegradu, kam byli posíláni revoltující studenti. Z něj se dostal jen proto, že jugoslávská veřejnost v roce 1935 naléhala na vládu, aby tábor zavřela, což se také stalo. V roce 1935 Vukmanović svá studia dokončil.
Vukmanović byl v policejní evidenci veden jako nespolehlivý a jako sympatizant komunistů, a proto nebyl po skončení studií poslán na výkon vojenské služby mezi důstojníky, nýbrž k obyčejné vojenské jednotce. Nejprve sloužil v Subotici, a poté byl přeložen do Prištiny. Roku 1936 se podařilo jugoslávským bezpečnostním složkám odhalit strukturu fungování komunistické strany v Černé Hoře. Následně byla zjištěna Vukmanovićova role a byl proto opětovně zatčen. Počet zatčených komunistů byl natolik velký, že byli posíláni do vězení i mimo oblast Černé Hory a Srbska; sám Vukmanović byl internován v Sarajevu. Pod tlakem veřejnosti však byl následně převezen do Bělehradu, kde probíhal i soudní proces s ním před soudem na ochranu státu. Byl nakonec pro nedostatek důkazů osvobozen. Doba strávená ve vězení mu byla započítána do času stráveného v armádě, a tak se rychle po skončení soudního řízení vrátil domů.
V roce 1937 pracoval v Nikšići v kanceláři advokáta Gojka Garčeviće. Zůstal tam rok, poté se přestěhoval do Bělehradu. Tam pracoval rovněž v advokátní kanceláři a stal se členem Unie právních koncipientů. Během policejní kontroly u něho byl nalezen komunistický leták; následně byl zatčen, předán Soudu pro ochranu státu a následně internován ve věznici na ostrově Ada Ciganlija. Soud jej však nakonec osvobodil, neboť nemohl dokázat, že uvedený materiál byl skutečně nalezen během policejní prohlídky, nebo že je onen leták původem skutečně z komunistické strany.
V roce 1939 se stal členem Místního výboru KSJ v Bělehradě a od června 1939 i členem Oblastního výboru SKJ pro Srbsko. Až do vypuknutí války v dubnu 1941 se věnoval politickým aktivitám v Srbsku a na území dnešní Severní Makedonie. Organizoval tisk letáků, nelegálních komunistických tiskovin apod. Na území Srbska působil především v městech na jihovýchodě země, kde byl značný počet horníků. V roce 1940 byl Vukmanović vybrán i do Ústředního výboru KSJ.
Vukmanović byl jedním z organizátorů demonstrací, které se odehrály v Bělehradě dne 27. března 1941 v souvislosti s vojenským pučem.

### Druhá světová válka

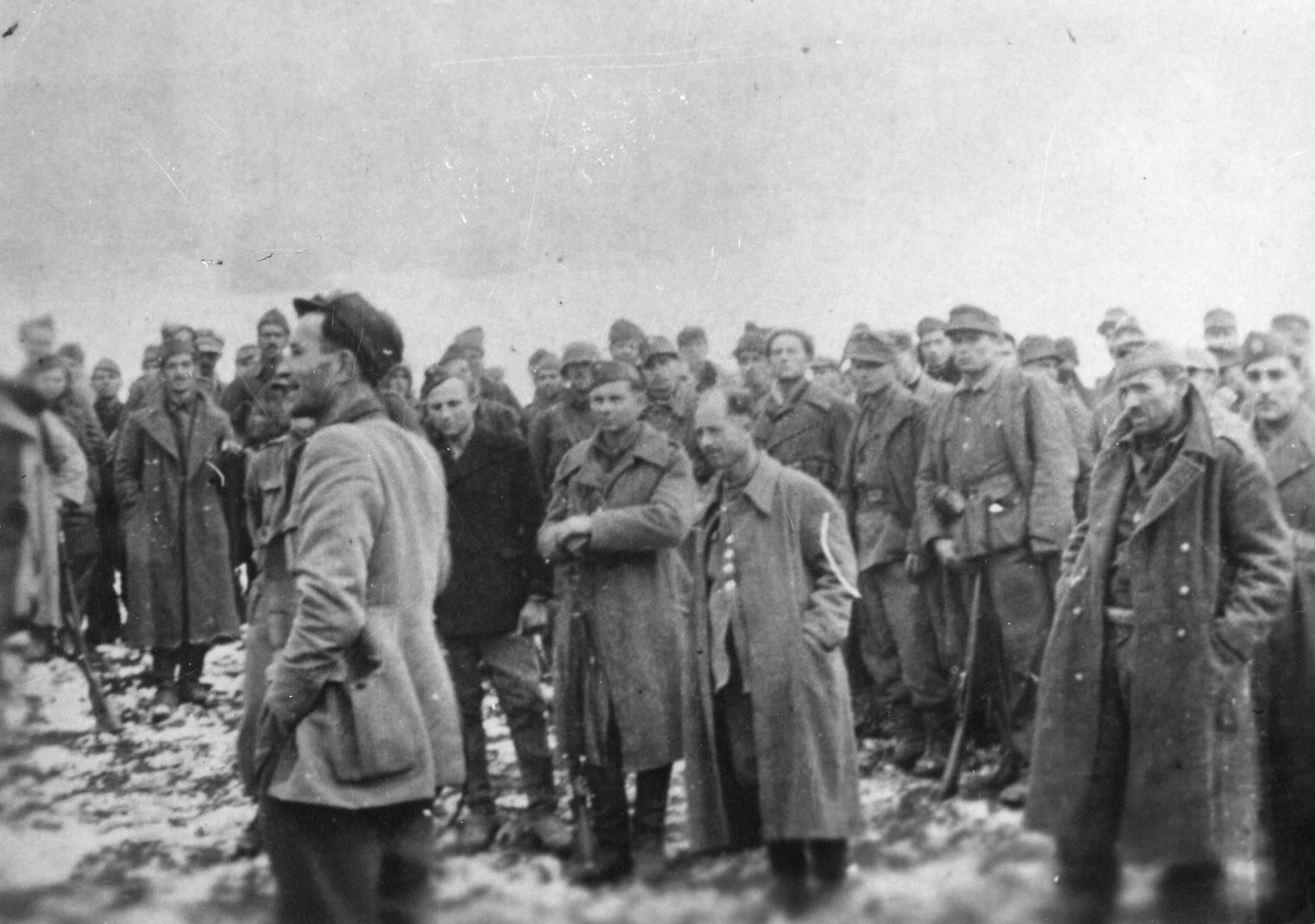
Vukmanović s partyzány v Makedonii.

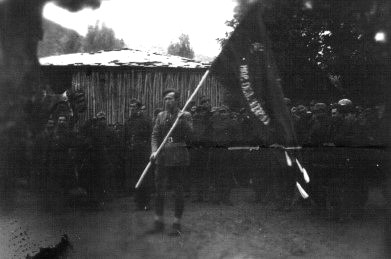
Vukmanović s vlajkou První makedonské brigády.

Po kapitulaci Království Jugoslávie pokračoval Vukmanović ve své organizační činnosti a tisku propagačních materiálů komunistické strany. Poté, co se vedení KSJ rozhodlo o vyhlášení ozbrojeného odporu proti německým okupantům v létě 1941, byl Vukmanović poslán do Bosny, kde pomáhal s rozvojem partyzánského vojska. Podepsal za komunisty dokument, který měl zajistit spolupráci partyzánů s četniky během rané fáze války v Jugoslávii a který vedl k vzniku tzv. Užické republiky.[zdroj?]
V Bosně zůstal Vukmanović až do roku 1942; poté jej vrchní velení partyzánů poslalo působit do Makedonie, kde byly poměry pro komunisty těžší, než v Bosně. Zatímco hornatá Bosna se ukázala být živnou půdou pro partyzány pod Titovým vedením, v Makedonii, kterou obsadila armáda fašistického Bulharska, byly struktury komunistů slabé, a navíc zde docházelo k ideovým střetům i s bulharskou komunistickou stranou. Vukmanović pomohl založit Komunistickou stranu Makedonie. Nedlouho poté se partyzánům podařilo v počtu svých sympatizantů rozhodným způsobem překonat četniky Dragoljuba Mihailoviće a získat i mezinárodní podporu z USA a Velké Británie.
Vukmanović razil během války heslo Armádu budujme akcí.
Po nějakou dobu působil Vukmanović i v Kosovu. Tam byly pro partyzány poměry nejtěžší. Ve svých depeších, které zasílal generálnímu štábu se Vukmanović vyjadřoval o "šovinistické nenávisti Albánců vůči všemu srbskému", a uvedl, že "většina Albánců požaduje připojení k Albánii.

### Po skončení války
Po skončení konfliktu se stal Vukmanović náčelníkem Hlavní politické správy Jugoslávské lidové armády a pomocníkem ministra pro lidovou obranu. Kromě toho byl také ministrem hornictví, předsedou vládní rady pro energetiku a také rady pro průmysl. Od roku 1953 byl předsedou Hospodářské komory a v letech 1954–1957 místopředsedou Svazové výkonné rady (de facto vlády). Zastával také post člena Nejvyššího výboru Svazu veteránů a byl i předsedou Ústřední rady odborových svazů Jugoslávie.
V roce 1951 byl prohlášen Lidovým hrdinou Jugoslávie.
Z veřejného života se stáhl v roce 1970. K poměrům v Jugoslávii v období svého odchodu z vysokých politických funkcí byl velmi kritický; nespokojeným dělníkům doporučoval stávkovat, což bylo v socialistické Jugoslávii považováno za jen stěží představitelné.
Spolu s rockovou skupinou Bijelo dugme nahrál v 80. letech úvod písně Padaj silo i nepravdo.

## Publikace
- Privredni razvoj i socijalistička izgradnja (1948–1958) (Hospodářský rozvoj a socialistická výstavba) – Bělehrad, 1964.
- Aktuelni problemi integracije (Současné problémy integrace) – Bělehrad, 1965.
- Kako i zašto je narodnooslobodilački pokret Grčke poražen (Jak a proč byl poražen lidověosvobozenecký boj v Řecku) – Bělehrad, 1950.
- Memoari - Revolucija koja teče 1-3 (Paměti - Revoluce, která probíhá) – Bělehrad, 1971.
- Borba za Balkan (Bitva pro Balkán) – Záhřeb, 1981.
- Memoari - Revolucija koja teče 4-7 (Paměti - Revoluce, která probíhá) – Bělehrad, 1985.
- Da li su četnici Draže Mihailovića fašistički ili antifašistički ili samo kolaboracionalistički pokret (Jsou četnici Draži Mihailoviće fašistické nebo antifašistické nebo jen kolaborantské hnutí), Bělehrad, 1990.
- Pisma iz Reževića (Dopisy z Reževićů), Cetinje, 1992.